# Public Warning
 (janvier 2022).
Si vous disposez d'ouvrages ou d'articles de référence ou si vous connaissez des sites web de qualité traitant du thème abordé ici, merci de compléter l'article en donnant les références utiles à sa vérifiabilité et en les liant à la section « Notes et références ».
Public Warning est un album de Lady Sovereign sorti sous le label Def Jam le 31 octobre 2006. Il contient un featuring avec Missy Elliot. Le titre Public Warning fait partie de la bande originale du long métrage 15 ans et demi sorti en 2014 (source : générique).

## Liste des pistes
| 1.  | 9 to 5                                        |  |
| 2.  | Gatheration                                   |  |
| 3.  | Random                                        |  |
| 4.  | Public Warning                                |  |
| 5.  | Love Me or Hate Me (en)                       |  |
| 6.  | My England                                    |  |
| 7.  | Tango                                         |  |
| 8.  | Little Bit of Shhh                            |  |
| 9.  | Hoodie                                        |  |
| 10. | Those Were the Days                           |  |
| 11. | Blah Blah                                     |  |
| 12. | Fiddle with the Volume                        |  |
| 13. | Love Me or Hate Me feat. Missy Elliot [Remix] |  |